# Apanteles penthocratus
Apanteles penthocratus är en stekelart som beskrevs av Austin 1987. Apanteles penthocratus ingår i släktet Apanteles och familjen bracksteklar. Inga underarter finns listade i Catalogue of Life.